# Johann Steinbock
Johann Steinbock (* 26. Juni 1909 in St. Agatha, Bezirk Grieskirchen, Oberösterreich; † 13. Mai 2004 in Steyr) war katholischer Priester, Kanonikus, Gegner des Nationalsozialismus und vier Jahre Häftling im Konzentrationslager Dachau.

## Leben
Johann Steinbock entstammte einer kinderreichen Familie (11 Geschwister), besuchte nach der Volksschule das Kollegium Petrinum in Linz, trat anschließend ins Linzer Priesterseminar ein, studierte von 1928 bis 1933 Theologie und wurde am 29. Juni 1932 von Bischof Johannes Maria Gföllner im Linzer Mariä-Empfängnis-Dom zum Priester geweiht. Hierauf wirkte er unter anderem als Kooperator in Waldhausen im Strudengau, Gaspoltshofen und Ried im Innkreis und kam 1939 als Kooperator in die Pfarrkirche Steyr-St. Michael. 
Als Präses der Studentenkongregation in Ried i. I. wurde er von Nationalsozialisten als „Staatsfeind“ eingeschätzt, dem man die Jugend nicht anvertrauen solle. Im März 1939 wurde ihm ein Schulverbot ausgesprochen, das für das gesamte Großdeutsche Reich und für immerwährende Zeiten gelten solle. Steinbock wurde daraufhin als Kooperator für die Vorstadtpfarre Steyr eingesetzt. Im Herbst 1941 wurde er von der Gestapo verhaftet. Im Schutzhaftbefehl wurde ihm vorgehalten, er gefährde durch sein Verhalten den Bestand und die Sicherheit des Volkes und des Staates und sei einer Betätigung innerhalb einer illegalen Organisation dringend verdächtig.
Steinbock war vom 26. Jänner 1942 bis 29. April 1945 im KZ Dachau. Nach der Befreiung, über die er später ein Buch verfasste, kam er wieder nach St. Michael und wirkte von 1947 bis 1951 als Benefiziat an der Stadtpfarrkirche Steyr. 1951 bis 1986 war er Stadtpfarrer von Steyr. 1980 wurde er von Bischof DDr. Franz Zauner zum Ehrendomherrn (Kanonikus) ernannt. Lange Zeit setzte er sich auch für die Seligsprechung des letzten österreichischen Kaisers Karl ein. Später wirkte er, solange er konnte, als Seelsorger und wohnte zuletzt im Dominikanerhaus in Steyr, wo er von seiner Schwester sowie von den an der Marienkirche wirkenden Patres der Gesellschaft Jesu betreut wurde. Kurz vor seinem 95. Geburtstag verstarb er am 13. Mai 2004. Am 24. Mai 2004 wurde der Verstorbene im Priestergrab auf dem Steyrer Friedhof unter großer Beteiligung der Bevölkerung beigesetzt.

## Schriften
- Proösterreichische Beiträge in der Zeitschrift "Vaterland" (1932–1938)
- Das Ende von Dachau, Ennsthaler Verlag 1995 (Reprint von 1947)